# مترو مينسك
مترو مينسك (Мінскае метро) هو نظام النقل السريع الذي يخدم مدينة مينسك، بيلاروسيا، افتتح في يونيو عام 1984 ، يحتوي على خطين و28 محطة وطول يصل إلى 35.5 كيلومتر، ويحمل ما يقارب 900 ألف راكب يوميا.

## التاريخ
في منتصف القرن العشرين وصل عدد سكان مدينة مينسك إلى أكثر من مليون، مما أدى إلى التفكير بوسائل نقل سريعة في آخر عقد الستينات، بدأ بناء المترو في 16 يونيو 1977 وتم افتتاحه في 30 يونيو 1984 وبذلك أصبح تاسع مترو في الاتحاد السوفيتي، الثمان المحطات الأصلية تمددت وأصبح المترو يحتوي على خطين و28 محطة، تواصل بناء المترو في التسعينات بالرغم من تفكك الاتحاد السوفيتي وتوقف العديد من المشاريع في الكثير من دول الاتحاد المفكك، تم افتتاح ثلاث محطات جديدة عام 2012 ومن المقرر تمديد خطوط المترو أكثر.

## حوادث
حادثة عام 1999:
في مقربة من محطة «نيميغا» (Nemiga) للمترو عقد حفل لموسيقى الروك في الهواء الطلق يوم 30 مايو 1999، ونظرا لهبوب عاصفة رعدية مفاجئة حاول الكثير من جماهير الحفلة الاحتماء بقاعة المحطة ونظرا لرطوبة الأرصفة والسلالم انزلق العديد من الناس وقضى 53 إنسانا سحقا وجرح 253 وأعلنت البلاد الحداد ثلاثة أيام.
حادثة 2011
حدث انفجار إرهابي في محطة أوكتيابرسكايا يوم 11 أبريل 2011 أدى إلى سقوط 15 قتيلا و203 جريحا، تم القبض على منفذَي التفجير ومحاكمتهما وصدر حكم إعدامهما عام 2012 وتم إعدامهما.